# Nordkapp
Nordkapp é uma comuna da Noruega, com 923 km² de área e 3 468 habitantes (censo de 2004).         